# Alicja Grabka
Alicja Grabka (ur. 9 maja 1998 w Krakowie) – polska siatkarka grająca na pozycji rozgrywającej, reprezentantka Polski we wszystkich kategoriach wiekowych.

## Życiorys
Grabka swoją przygodę z siatkówką rozpoczęła w MKS MOS Wieliczka. W wielickich zespołach zapisała długą kartę sukcesów. Najpierw były to medale w mini-siatkówce, potem piąte miejsce w kraju w kategorii młodziczek, aż po najbardziej prestiżową kategorię juniorek, z którymi dwukrotnie awansowała do turnieju finałowego Mistrzostw Polski, zajmując piątą i szóstą lokatę.
W 2014 roku przeniosła się do Legionovii Legionowo, którą reprezentowała w rozgrywkach młodzieżowych, pozostając jednocześnie uczennicą Szkoły Mistrzostwa Sportowego przy Polskim Związku Piłki Siatkowej w Szczyrku. Z zespołem Legionovii odniosła kolejne sukcesy, zostając Mistrzynią Polski w kategoriach juniorek oraz kadetek oraz zdobyła brązowy medal rozgrywek Młodej Ligi Kobiet, a także w barwach legionowskiego zespołu zadebiutowała na parkietach Orlen Ligi.
Bardzo dobre występy spowodowały, iż zawodniczka znalazła uznanie w oczach szkoleniowca reprezentacji Polski – Jacka Nawrockiego, który powołał zawodniczkę do szerokiej kadry na sezon reprezentacyjny 2016. Grabka została zgłoszona do rozgrywek World Grand Prix, jednak ostatecznie trafiła do drugiego zespołu, który reprezentował Polskę podczas Ligi Europejskiej. Pochodząca z Wieliczki siatkarka wystąpiła we wszystkich meczach, doprowadzając biało-czerwone do 5. miejsca w klasyfikacji końcowej. W 13. kolejce Tauron Ligi (2023/2024) w meczu z PGE Rysicami Rzeszów doznała kontuzji stawu biodrowego.

## Sukcesy klubowe

### młodzieżowe
Mistrzostwa Małopolski Juniorek:
- 2013[18]

Mistrzostwa Polski Kadetek:
- 2015[19]

Mistrzostwa Polski Juniorek:
- 2015[20], 2016[21], 2017[22]

Młoda Liga Kobiet:
- 2017[23]
- 2016[10]

### seniorskie
Tauron Liga:
- 2025[24]

## Sukcesy reprezentacyjne
Mistrzostwa Europy Wschodniej EEVZA Kadetek:
- 2014[25][26]

Letnia Uniwersjada:
- 2021[27]

Liga Narodów:
- 2025[28]

## Nagrody indywidualne
- 2016: MVP turnieju finałowego Mistrzostw Polski Juniorek[29]